# 名祖

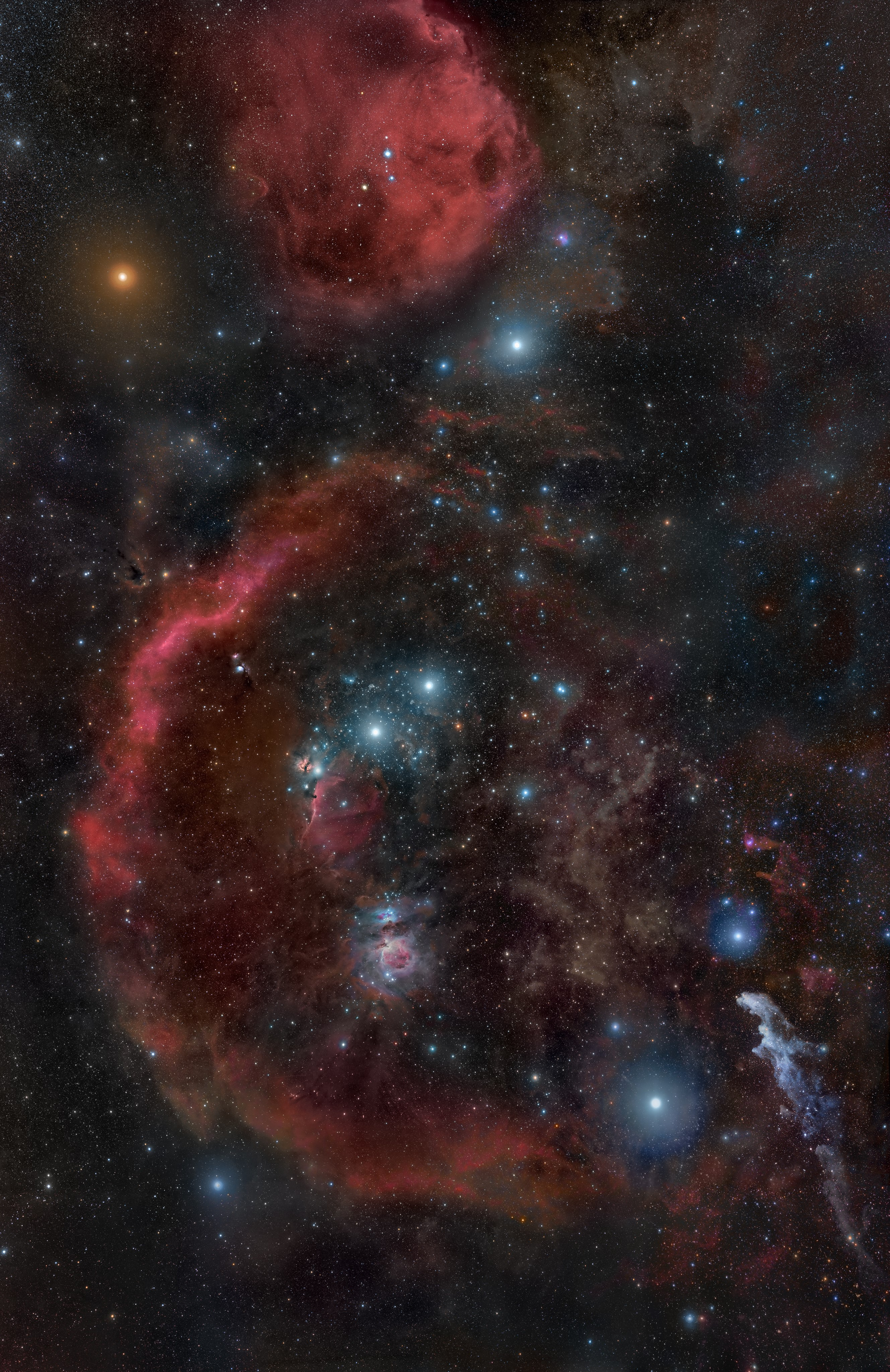
希腊神话人物俄里翁是猎户座（见图）的名祖，同时也是猎户座飞船的间接名祖。

名祖（英語：eponym）多指用来作为其他事物名称由来的人物姓名（也有其他情况下，指物名或地名的）。这里的人名除了现实中的人物名称之外，也可以是虚构、架空的人名，如神话中的人物名称。英语的eponym 一词，来自古希腊语（在……之后）+（名字），意为“在……的名字之后”，“以……命名”。
名祖最早或可追溯到公元前2000年左右，亚述人以高级官员（limmu）的名字来命名每一年。近代的名祖现象起源于16-17世纪，自然科学开始兴盛的时期，到18世纪末19世纪初时已经逐渐固定下来。医学领域上有专门的称呼医学名祖，用来指以人名、地名命名的症状或疾病。